# Don Juan Tenorio
Don Juan Tenorio: drama religioso-fantástico en dos partes es un drama romántico publicado en 1844 por José Zorrilla. Constituye, junto    con El burlador de Sevilla y convidado de piedra (1630), atribuida a Tirso de Molina y de la que Don Juan Tenorio es deudora, una de las dos principales materializaciones literarias en lengua española del mito de Don Juan.
Don Juan Tenorio, según Zorrilla, encuentra su precedente en una leyenda del mismo autor titulada El capitán Montoya.

## Personajes
| - Don Juan Tenorio - Don Luis Mejía, el galán rival de don Juan Tenorio. - Don Gonzalo de Ulloa, comendador de Calatrava y padre de doña Inés. - Don Diego Tenorio, padre de don Juan. - Doña Inés de Ulloa, novicia seducida por don Juan. - Marcos Ciutti, criado de don Juan. - Gastón, criado de don Luis. - Buttarelli, propietario de la hostería del Laurel. - Brígida, sirvienta de doña Inés en el convento y alcahueta. - Doña Ana de Pantoja, prometida de don Luis Mejía. | - Pascual, sirviente de la familia Pantoja. - Lucía, sirviente de la familia Pantoja. - La abadesa de las Calatravas de Sevilla - La tornera de las Calatravas de Sevilla. - El capitán Centellas, amigo de don Juan Tenorio. - Don Rafael de Avellaneda - La estatua de don Gonzalo (el convidado de piedra). - La sombra. - Dos alguaciles. - Escultor |

## Argumento
La acción transcurre en la Sevilla de 1545, en los últimos años del rey Carlos I de España. Está dividida en dos partes.

### Primera parte
La obra transcurre en la noche de Carnaval. Hace un tiempo don Juan y don Luis Mejía habían hecho una apuesta doble, la cual trataba sobre «quién de ambos sabía obrar peor, con mejor fortuna, en el término de un año» y «quien de los dos se batía en más duelos y quién seducía a más doncellas». La historia comienza un año después de esa apuesta, cuando don Luis Mejía y don Juan se vuelven a encontrar en la hostería del Laurel de Buttarelli, en Sevilla, donde comparan sus hazañas.
La apuesta se ha vuelto un gran escándalo en Sevilla, sin embargo nadie sabe a ciencia cierta lo que sucede. Durante la noche arriban a la Hostería del Laurel, la propiedad de Buttarelli, en busca de conocer a fondo los detalles, don Gonzalo, padre de doña Inés, que se ha enterado de la apuesta, y va a la hostería a asegurarse de lo que ha oído, e  igualmente don Diego, padre de don Juan, que quiere ver «el monstruo de liviandad a quien pude dar el ser». 
Los rivales cuentan los muertos en batalla (don Luis 23, don Juan 32) y las mujeres seducidas (don Luis 56, don Juan 72). Al finalizar don Juan queda como vencedor, sin embargo don Luis lo vuelve a desafiar diciéndole que lo que le falta en la lista es «una novicia que esté para profesar». Entonces don Juan le vuelve a apostar a don Luis que conquistará a una novicia y que, además, le quitará a su prometida, doña Ana de Pantoja.
Don Luis, ante las palabras del otro, envía a su criado, Gastón, a avisar a la justicia; mientras que don Juan hace lo mismo con Ciutti.
Al oír el desafío, el comendador don Gonzalo de Ulloa, padre de doña Inés, que llevaba en un convento desde su infancia y estaba destinada a casarse con don Juan, deshace el matrimonio convenido.
A la hostería llegan dos rondas de alguaciles que ponen bajo arresto a los dos nobles.
Don Luis logra salir de la cárcel y va junto a doña Ana para suplicarle que se mantenga firme ante don Juan, que irá tras ella. Don Juan también sale, y en la calle de la casa de doña Ana hace encerrar a don Luis. Luego conversa con Brígida, la beata comprada del convento, que le explica cómo entrar en este sin ser visto.
La última acción de don Juan, para asegurar la apuesta, es llamar a Lucía, la sirvienta de doña Ana, para pedirle que abra las puertas de la casa a cambio de dinero y a las diez de la noche, a lo que Lucía accede.
En tanto, doña Inés lee una carta de don Juan, en la que declara abiertamente su amor hacia ella. Cuando ha concluido, don Juan penetra en la celda, lo que provoca que ella se desmaye. Don Juan la toma y la lleva a su casa. Don Gonzalo llega, tiempo después, a contarle a la madre abadesa que la dueña de doña Inés está comprada y que teme por su bienestar. Aparece entonces la hermana tornera anunciando la desaparición de doña Inés.
En la casa de don Juan, doña Inés cae en las redes del galán. Unidos por su amor, están dispuestos a todo. En ese momento llega don Luis, que quiere matar a don Juan. Casi inmediatamente llega don Gonzalo con gente armada. Don Juan manda a don Luis a una habitación contigua para que espere.
Don Juan se humilla ante don Gonzalo suplicando que le conceda a su hija a cambio de pruebas que él mismo dispone. Don Gonzalo se niega. Don Luis sale del cuarto y trata de aliarse con el comendador para matar a don Juan, pero finalmente resulta ser este último el asesino, dándole un balazo a don Gonzalo y una estocada a don Luis.
Don Juan huye de Sevilla en un bergantín hacia Italia.

### Segunda parte
Cinco años después de la acción anterior, don Juan vuelve a Sevilla, buscando el antiguo palacio de la familia de los Tenorio y encontrando en su lugar el panteón donde están enterrados don Luis y el Comendador, además del resto de las víctimas muertas a manos de él. Admirando las estatuas, don Juan descubre un sepulcro inesperado, el de doña Inés, que había muerto de pena al comprender que don Juan y ella jamás podrán estar juntos a pesar de amarse profundamente.
Llegan al lugar Centellas y Avellaneda; la presencia de estos dos viejos amigos hace que don Juan los invite a su casa a cenar junto con el espíritu de don Gonzalo, de donde procede la idea de que se haya basado Zorrilla en El convidado de piedra de Tirso de Molina. Más tarde, mientras cenan, suena un aldabonazo y hace su aparición el espectro del Comendador, que acude con el objetivo de conducir a don Juan al infierno. Sin embargo el espectro de doña Inés intercede y logra que ambos suban al Cielo entre una apoteosis de ángeles y cantos celestiales.

## Lugares donde la obra tiene acción
- Hostería del Laurel: es la taberna en la que don Juan y don Luis habían acordado reunirse transcurrido un año después de su apuesta. Es donde se desarrolla casi todo el acto I de la obra; es propiedad de Cristófano Buttarelli.
- Calle de la casa de doña Ana: es allí donde don Luis Mejía le pide a doña Ana que le permita el acceso al interior de su residencia para defender su virtud frente a las pretensiones de don Juan. En esta calle don Luis es encerrado en una bodega, permitiendo a don Juan realizar su parte de la apuesta.
- Convento de la Virgen: donde se encuentra recluida doña Inés desde su nacimiento. Allí es donde Inés lee la carta de don Juan y se desmaya al ver a este entrar intempestivamente.
- Quinta de don Juan: allí es llevada doña Inés y don Juan le declara su amor hacia ella. En esta casa don Juan da muerte a don Gonzalo de Ulloa y a don Luis Mejía.
- Panteón/cementerio: casa de don Diego Tenorio convertida en panteón, donde don Juan se encuentra con el escultor de las estatuas y le intimida para que le dé las llaves de este. En este lugar también suceden acontecimientos sobrenaturales, como que las estatuas cobren vida, que las sombras hablen, etc.
- Casa de don Juan: allí son convidados Avellaneda y Centellas a cenar y es donde se les aparece el espectro de don Gonzalo, quien advierte a don Juan que le queda un solo día de vida y si no se arrepiente, será llevado al infierno; también se materializará el espectro de doña Inés. Finalmente, allí don Juan será asesinado por el capitán Centellas.

## Características románticas
- Lugares sombríos: se utiliza en esta obra un lugar tenebroso, solitario, como es el cementerio, donde cobran vida las esculturas.
- Amor imposible: hay un amor imposible entre don Juan y doña Inés. El amor imposible que surge hace que doña Inés muera de pena, porque don Juan y ella no pueden estar juntos debido a que don Juan tuvo que huir a Italia después de matar a don Gonzalo y a don Luis que, aun muertos, le persiguen.
- Los protagonistas: el héroe es de familia noble y es un hombre solitario y calavera, propio de su tiempo; contrario a la tradición medieval, encarnada por don Gonzalo. La heroína se adapta a todos los cánones, tanto físicos como espirituales, y representa la inocencia y la virtud cristianas.
- Final trágico: la muerte de los dos enamorados marca el desenlace desdichado.
- Naturaleza dinámica: en esta obra, las acciones suelen ocurrir casi siempre por la noche.
- Misterio: las estatuas cobran vida, las sombras hablan, se da una idea idealizada del cielo y del infierno.
- Predominio del sentimiento sobre la razón: doña Inés estaba realmente enamorada de don Juan e intentaba evadir todo sentimiento que tenía hacia él.
- Amor y arrepentimiento: un pecador se salva por el amor de una mujer, al final de la obra cuando don Juan se salva gracias a doña Inés y, además, al final se arrepiente, que también es típico.
- Otros: peleas callejeras y uso de antifaces.

## Don Juan Tenorio en la historieta
La obra de Zorrilla ha sido adaptada a la historieta en dos ocasiones, apareciendo ambas publicaciones en 2009. La primera de estas obras fue realizada por el dibujante Abraham Roman Antelo alias el Toro y apareció publicada en un tomo en pasta dura de 32 páginas en la colección Clásicos del Cómic del Grupo SM.
La segunda adaptación fue realizada por el escritor José Joaquín Rodríguez y el dibujante Jesús Méndez, apareciendo en un tomo de 100 páginas titulado Don Juan Tenorio y Halloween, publicado por Ediciones Mayi. La adaptación es en este caso más libre, con un don Juan que lucha por su libertad y una doña Inés independiente y rebelde; una revisión que fue bien acogida por la crítica por hacer los personajes más cercanos al lector. La obra se completa con una historieta más breve que narra el origen de la festividad de Halloween.

## Reconocimiento

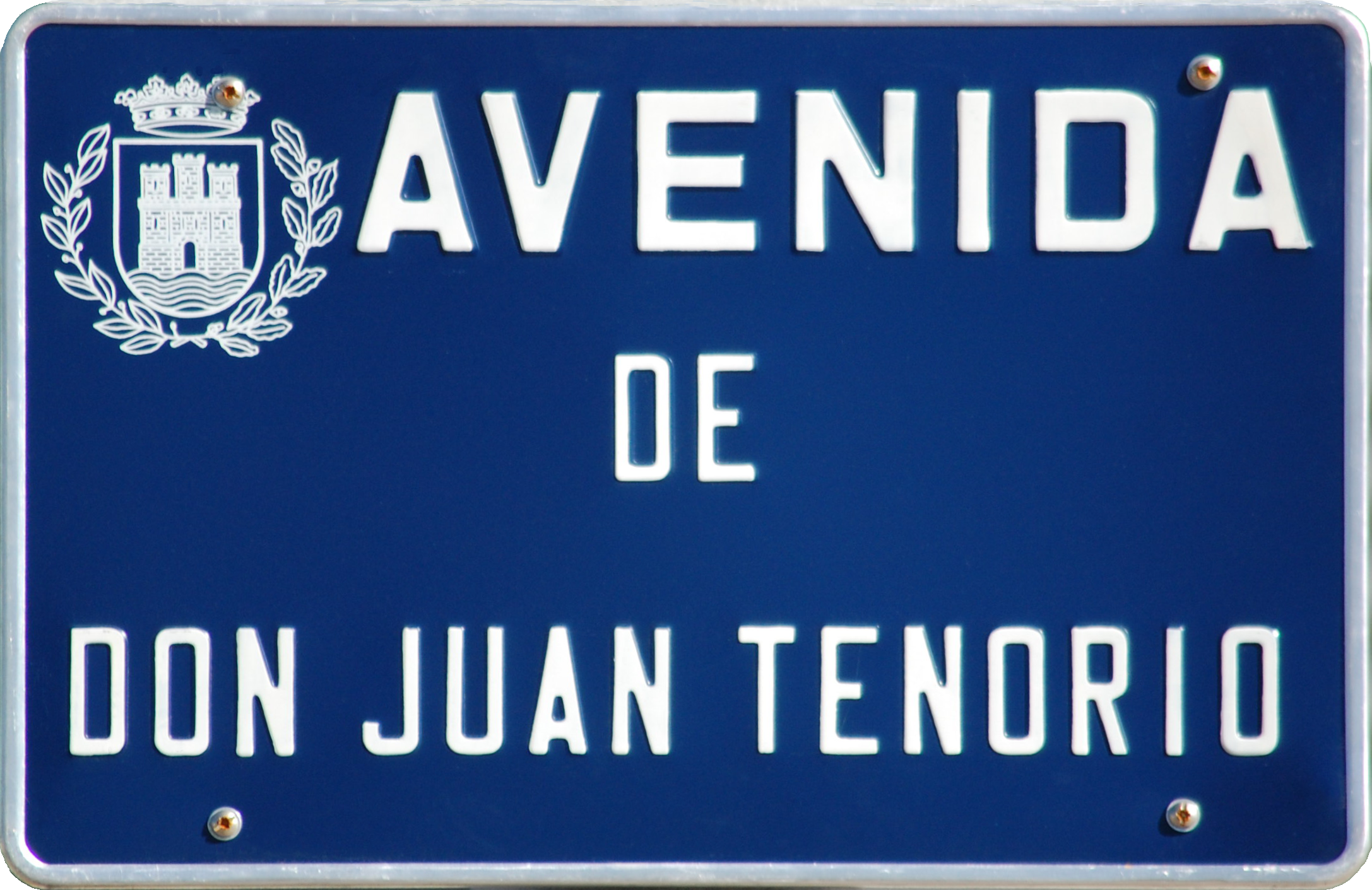
Cartela de la Avenida de Don Juan Tenorio en Alcalá de Henares.

En reconocimiento de la importancia de la obra de Don Juan Tenorio, en Alcalá de Henares existe cuatro vías públicas dedicadas a sus principales personajes: la "Avenida de Don Juan Tenorio", la "Calle de Doña Inés de Ulloa", la "Calle de Doña Ana de Pantoja" y la "Calle de Don Luis Mejía".